# Danish Girl (film)
Pour le roman de David Ebershoff qui a inspiré le film, voir Danish Girl.
Pour plus de détails, voir Fiche technique et Distribution.
Danish Girl (The Danish Girl) est un film biographique américano-britanno-germano-danois coproduit et réalisé par Tom Hooper, sorti en 2015 et présenté en compétition à la Mostra de Venise 2015.
Tiré d'une histoire vraie, le film retrace l'histoire de Lili Elbe, une artiste danoise connue pour avoir été la première personne à recourir à une opération de réassignation sexuelle. Le réalisateur Tom Hooper s'est inspiré du roman homonyme publié en 2000 par David Ebershoff.

## Synopsis
Au milieu des années 1920 à Copenhague au Danemark, l'histoire d'amour et le destin remarquable de l'artiste danoise Lili Elbe, née Einar Wegener, peintre paysagiste estimée devenue la première femme transgenre de l'histoire à avoir obtenu des opérations de réassignation sexuelle, et de sa femme Gerda Wegener, portraitiste mondaine. Leur mariage pourtant fort et sincère est mis à mal, et leur développement, à la fois personnel et professionnel, est menacé tandis qu'elles s'embarquent sur les territoires encore inconnus de la transidentité tout en faisant face à la désapprobation de la société.

## Fiche technique
- Titre original : The Danish Girl
- Titre français et québécois : Danish Girl
- Réalisation : Tom Hooper[1]
- Scénario : Lucinda Coxon[2] d'après Danish Girl de David Ebershoff
- Direction artistique : Grant Armstrong
- Décors : Eve Stewart
- Costumes : Paco Delgado
- Photographie : Danny Cohen
- Montage : Melanie Oliver
- Musique : Alexandre Desplat
- Production : Tim Bevan et Eric Fellner, Anne Harrison, Tom Hooper, Gail Mutrux et Linda Reisman
- Sociétés de production : ELBE, Harrison Productions, MMC Independent, Pretty Pictures, Senator Film Produktion, Working Title Films, Dentsu et Fuji Television
- Sociétés de distribution : Focus Features
- Budget : 15 000 000 de dollars[3]
- Pays de production : États-Unis, Royaume-Uni, Allemagne et Danemark
- Langue : Anglais
- Format : Couleurs - 35 mm - 2,35:1 - Son Dolby numérique
- Genre : biographie
- Durée : 120 minutes
- Dates de sortie :
  - Italie : 5 septembre 2015 (Mostra de Venise 2015)
  - États-Unis : 27 novembre 2015
  - Royaume-Uni : 1er janvier 2016
  - France : 20 janvier 2016

## Distribution
- Eddie Redmayne (V. F. : Théo Frilet, V. Q. : Xavier Dolan)  : Einar Wegener / Lili Elbe
- Alicia Vikander (V. F. : Anna Sigalevitch, V. Q. : Sarah-Jeanne Labrosse) : Gerda Wegener
- Matthias Schoenaerts (V. F. : Julien Lucas, V. Q. : Jean-François Beaupré) : Hans Axgil
- Ben Whishaw (V. F. : Jean-Christophe Dollé, V. Q. : Frédérik Zacharek) : Henrik Sendhal
- Amber Heard (V. F. : Laetitia Coryn, V. Q. : Laurence Dauphinais) : Ulla Fonsmark
- Sebastian Koch (V. F. : Bernard Gabay, V. Q. : Daniel Picard ) : Dr Warnekros
- Pip Torrens (V. F. : Laurent Montel, V. Q. : Marc Bellier) : Dr Jens Hexler
- Nicholas Woodeson : Dr Buson
- Emerald Fennell : Elsa
- Adrian Schiller (V. F. : Frédéric Cerdal) : Rasmussen
- Richard Dixon (V. F. : Jochen Haegele) : Fonnesbech
- Henry Pettigrew : Niels
- Rebecca Root (V. F. : Carole Franck) : Nurse de Lili
- Sophie Kennedy Clark : Ursula

## Production
À l'origine, la réalisation de Danish Girl est passée entre les mains des cinéastes Tomas Alfredson, Lasse Hallström, Neil LaBute et Anand Tucker, qui ont tous abandonné le projet, avant d'être confiée à Tom Hooper.
Quant au rôle principal, avant qu'il s'agisse de l'acteur britannique Eddie Redmayne, Nicole Kidman avait été choisie pour jouer le rôle de Lili Elbe / Einar Wegener. De plus, Nicole Kidman voulait produire Danish Girl et avait aussi bien failli réaliser le film tant aucun réalisateur ne voulait se lancer dans l'aventure. En 2014, elle décida finalement d'abandonner le projet et c'est Tom Hooper qui reprit le flambeau et décida d'engager Eddie Redmayne pour le rôle principal — avec qui il avait déjà collaboré dans la série Élisabeth Ire et Les Misérables — et Alicia Vikander pour celui de Gerda Wegener, alors que les actrices Charlize Theron, Gwyneth Paltrow, Uma Thurman, Marion Cotillard et Rachel Weisz avaient toutes décliné la proposition.

## Lieux de tournage
Le tournage a eu lieu dans deux endroits d'Europe : au Danemark, à Copenhague, et en Belgique, à Bruxelles.
À Copenhague, la Bourse Børsen est visible au début du film lorsque Einar Wegener longe le bâtiment. Sortant d'une soirée mondaine, Einar et Gerda rentrent chez eux, bras dessus bras dessous, en passant devant les maisons à colombages de la rue historique Snaregade du vieux centre de Copenhague. Le couple vit dans une maison du port de Nyhavn, le long du canal devenu un marché de poissons. Situé à deux pas du port, l'ancien château royal de Charlottenborg à Kongens Nytorv devenu l'Académie royale danoise des Beaux-Arts accueille le bal des artistes où Lili fait sa première apparition en public et où elle rencontre Henrik Sendhal (Ben Whishaw) qui habite le n°8 Suensonsgade du quartier de Nyboder, reconnaissable à ses longs baraquements jaunes construits pour accueillir les marins de la marine danoise. Einar et sa femme fréquentent le Théâtre royal de Copenhague (Den Kondelige Teater). Et c'est dans l'atrium classique de la mairie de Copenhague de la place Rådhus que sont tournées la plupart des scènes de l'hôpital où Lili se fait operer.
Le réalisateur Tom Hooper était frappé par la capacité du centre de Copenhague à se substituer aux autres villes du film telles que Paris. Ainsi, quand Lili quitte son appartement de Paris, on aperçoit un bâtiment orné en arrière-plan qui n'est autre que la Marmokirken près du Palace royal Amalienborg. Et quand Lili fait des recherches sur sa condition dans une bibliothèque de Paris, il s'agit en réalité de la bibliothèque Fiolstræde Læsesal, fermée au public et qui fait partie du campus central de l'Université de Copenhague.
Toutefois, les différents lieux du film figurant le Paris des Années folles, notamment les intérieurs Art Nouveau, sont en fait situés à Bruxelles. Tom Hooper a décidé en mars 2015 d'établir le tournage de quelques scènes de son nouveau film dans la capitale belge. Il s'explique à ce sujet à l'avant-première bruxelloise de son long-métrage : « Je voulais utiliser l'Art nouveau comme toile de fond pour entourer la transition de Lili Elbe, car ce mouvement représente à mes yeux le rejet des valeurs artistiques masculines, linéaires, et l'évolution vers un design plus féminin. J'en ai parlé à ma chef décoratrice Eve Stewart, et elle m'a dit, assez ironiquement d'ailleurs, que même si une certaine partie du film est censée se passer à Paris, le plus bel Art nouveau d'Europe se trouve à Bruxelles. Je suis donc venu en repérages dans votre capitale et j'ai découvert les édifices de Victor Horta, l'Hôtel Hannon,… J'ai été tellement bluffé par cette fabuleuse architecture, que tourner ici sonnait finalement comme une évidence. » On reconnait notamment dans ces décors bruxellois la Galerie de la Reine, le Parc de Bruxelles, la Maison Horta, ainsi que les cafés À la Mort Subite et Le Falstaff .

## Histoire vraie et adaptation
Tiré d'une histoire vraie, Danish Girl retrace l'histoire de Lili Elbe, une artiste danoise connue pour avoir été la première personne à avoir recours à une opération de réassignation sexuelle. C'est en se travestissant en femme pour servir de modèle à son épouse Gerda Wegener que Lili commence à prendre conscience de sa transidentité. Elle est alors apparue en public de plus en plus feminine et Gerda la présentait comme la sœur d'Einar. En 1930, elle est partie en Allemagne afin de subir cinq opérations, mais Lili Elbe décéda en 1931 à cause de sa dernière opération, une tentative de greffe d'utérus.
En plus de cette histoire vraie, le réalisateur Tom Hooper s'est aussi inspiré du roman homonyme de David Ebershoff publié en 2000, un récit romancé sur la vie de Lili Elbe. Le livre n'est en fait pas une vraie biographie, l'auteur ayant changé de nombreux éléments : dans son roman Gerda Wegener s'appelle Greta Waud, est américaine et a été mariée avant d'épouser Einar. De nombreux personnages sont entièrement fictifs. Tom Hooper a choisi de prendre quelques éléments du livre tout en suivant l'histoire vraie.

### Les différences avec l'histoire vraie
Le film est tiré du roman Danish Girl de David Ebershoff. Comme l'a dit Ebershoff lui-même, il n'a pas voulu raconter une histoire vraie. Il a non seulement imaginé la vie personnelle d'Elbe, mais a également créé des personnages pour son livre, tels que Hans et Henrik, deux personnages présents dans le film.  
Le film commence en 1926, quand Lili avait 44 ans et Gerda avait 40 ans. Leur mariage dura 26 ans (1904-1930) ; elles avaient respectivement 22 et 18 ans quand elles se sont mariées. Le film mentionne seulement que Lili et Gerda étaient mariées depuis six ans. 
Gerda était une blonde naturelle aux yeux bleus, à la peau pâle (comme elle se représentait dans ses autoportraits), tandis qu'Alicia Vikander est une brune naturelle, aux yeux bruns, et à la peau mate. L'actrice a dû porter des perruques blondes pendant le tournage du film, et elle a également révélé au New York Times que les cinéastes étaient obsédés par le fait qu'elle n'avait pas l'air scandinave, et elle a dû être maquillée pour rendre sa peau plus claire.
Gerda avait dans les 43-44 ans lors des événements dépeints dans le film. Lili avait 47 ans lorsqu'elle a subi une chirurgie de réassignation sexuelle en 1930 , et elle est décédée l'année suivante, à 48 ans. Eddie Redmayne avait 33 ans lors du tournage, alors qu'Alicia Vikander avait 26 ans.
Lili et Gerda se sont installées à Paris en 1912, alors qu'elles avaient respectivement 30 et 26 ans. Le film semble indiquer qu'elles ont déménagé à Paris à la fin des années 1920. Paris était une ville remarquablement tolérante dans les années 1910 et 1920, ce qui explique pourquoi Gerda et Lili s'y sont installées, et Gerda a vécu ouvertement en tant que lesbienne dans la ville. La scène dans laquelle Lili, habillée en homme, est battue par deux hommes à Paris après avoir été confondue avec une lesbienne, est fictive. 
Le nom de Lili après son opération était Lili Ilse Elvenes. Le nom "Lili Elbe", le seul nom de famille de Lili utilisé dans le film, a été composé par la journaliste de Copenhague Louise "Loulou" Lassen (l'Elbe étant le nom du fleuve qui passait devant l'hopital où Lili fût opérée). 
Des thèmes tels que la sexualité de Gerda, mis en évidence par les sujets de ses dessins érotiques, et la désintégration des relations entre Gerda et Lili après avoir annulé leur mariage en 1930, ne sont présents ni dans le livre, ni dans le film.

## Censure
En 2016 au Qatar, après les plaintes de plusieurs spectateurs sur les réseaux sociaux, le ministère de la Culture du pays a annoncé l'interdiction de projection du film. En Jordanie, le film a été censuré au prétexte qu'il « promouvait l'homosexualité et la transformation de genre ». Le film a également été censuré aux Émirats arabes unis, au Koweït, au sultanat du Bahreïn, au sultanat d'Oman ainsi qu'en Malaisie.

## Réception critique
L'Express, peu convaincu, accorde trois étoiles sur cinq, concluant par « certainement pas un grand film, mais un bon assurément ».

## Distinctions

### Festival du film de Hollywood 2015
| Année | Travail nommé     | Catégorie                     | Résultat |
| ----- | ----------------- | ----------------------------- | -------- |
| 2015  | Tom Hooper        | Hollywood Director Award      | Lauréat  |
| 2015  | Alexandre Desplat | Hollywood Film Composer Award | Lauréat  |

### Mostra de Venise 2015
| Année | Travail nommé | Catégorie  | Résultat |
| ----- | ------------- | ---------- | -------- |
| 2015  | Danish Girl   | Queer Lion | Lauréat  |

### Oscars 2016
| Année | Travail nommé   | Catégorie                             | Résultat   |
| ----- | --------------- | ------------------------------------- | ---------- |
| 2016  | Alicia Vikander | Meilleure actrice dans un second rôle | Lauréat    |
| 2016  | Eve Stewart     | Meilleurs décors                      | Nomination |
| 2016  | Paco Delgado    | Meilleure création de costumes        | Nomination |
| 2016  | Eddie Redmayne  | Meilleur acteur                       | Nomination |

### Golden Globes 2016
| Année | Travail nommé     | Catégorie                                 | Résultat   |
| ----- | ----------------- | ----------------------------------------- | ---------- |
| 2016  | Eddie Redmayne    | Meilleur acteur dans un film dramatique   | Nomination |
| 2016  | Alicia Vikander   | Meilleure actrice dans un film dramatique | Nomination |
| 2016  | Alexandre Desplat | Meilleure musique de film                 | Nomination |

### Screen Actors Guild Awards 2016
| Année | Travail nommé   | Catégorie                             | Résultat   |
| ----- | --------------- | ------------------------------------- | ---------- |
| 2016  | Eddie Redmayne  | Meilleur acteur                       | Nomination |
| 2016  | Alicia Vikander | Meilleure actrice dans un second rôle | Nomination |